# Wrocław (district)
Wrocław (powiat wrocławski) is een Pools district (powiat) in de woiwodschap Neder-Silezië. Het district heeft een oppervlakte van 1116,15 km² en telt 130.968 inwoners (2014). 

## Stads- en landgemeente
Achter de gemeentes staan de inwonertallen van 30 juni 2007
- Kąty Wrocławskie (Kanth; tot 1930 Canth) – 18.210
- Sobótka (Zobten am Berge) – 12.402
- Święta Katarzyna (Kattern) – 14.060

## Landgemeentes
- Czernica (Tschirne) – 9.706
- Długołęka (Langewiese) – 21.383
- Jordanów Śląski (Jordansmühl) – 3.033
- Kobierzyce (Koberwitz) – 13.923
- Mietków (Mettkau) – 3.906
- Żórawina (Rothsürben) – 7.958

Stadsdistricten:
Wrocław · Jelenia Góra · Legnica · Wałbrzych

Districten:
Bolesławiec · Dzierżoniów · Głogów · Góra · Jawor · Kamienna Góra · Karkonosze · Kłodzko · Legnica · Lubań · Lubin · Lwówek Śląski · Milicz · Oleśnica · Oława · Polkowice · Środa Śląska · Strzelin · Świdnica · Trzebnica · Wałbrzych · Wołów · Wrocław · Ząbkowice Śląskie · Zgorzelec · Złotoryja

Grootste steden:
Bielawa · Bolesławiec · Dzierżoniów · Głogów · Jelenia Góra · Legnica · Lubin · Oleśnica · Świdnica · Wałbrzych · Wrocław · Zgorzelec